# Congreso del Estado de Nayarit
El Honorable Congreso del Estado Libre y Soberano de Nayarit es el órgano representante del poder legislativo del estado de Nayarit, México. Está conformado por 18 diputados electos por mayoría relativa y 12 diputados electos por el principio de representación proporcional. 

## Historia
El Estado de Nayarit fue creado en 1917 con la promulgación de la constitución nacional de ese año a partir del Territorio de Tepic. El 22 de septiembre de 1917 el gobernador interino, Jesús María Ferreira, emitió un decreto llamando a la elección de un congreso constituyente para el estado y de un gobernador. La primera legislatura del Congreso del Estado de Nayarit fue elegida el 24 de noviembre de 1917, se estableció el 25 de diciembre y promulgó la Constitución del Estado de Nayarit el 5 de febrero de 1918, en el primer aniversario de la constitución nacional.

## Legislaturas
| Legislatura | Periodo   |
| ----------- | --------- |
| I           | 1918-1921 |
| II          | 1921-1925 |
| III         | 1925-1929 |
| IV          | 1929-1933 |
| V           | 1933-1937 |
| VI          | 1937-1941 |
| VII         | 1941-1945 |
| VIII        | 1945-1948 |
| IX          | 1948-1951 |

| Legislatura | Periodo   |
| ----------- | --------- |
| X           | 1951-1954 |
| XI          | 1954-1957 |
| XII         | 1957-1960 |
| XIII        | 1960-1963 |
| XIV         | 1963-1966 |
| XV          | 1966-1969 |
| XVI         | 1969-1972 |
| XVII        | 1972-1975 |
| XVIII       | 1975-1978 |

| Legislatura | Periodo   |
| ----------- | --------- |
| XIX         | 1978-1981 |
| XX          | 1981-1984 |
| XXI         | 1984-1987 |
| XXII        | 1987-1990 |
| XXIII       | 1990-1993 |
| XXXIII      | 1993-1996 |
| XXV         | 1996-1999 |
| XXVI        | 1999-2002 |
| XXVII       | 2002-2005 |

| Legislatura | Periodo   |
| ----------- | --------- |
| XXVIII      | 2005-2008 |
| XXIX        | 2008-2011 |
| XXX         | 2011-2014 |
| XXXI        | 2014-2017 |
| XXXII       | 2017-2021 |
| XXXIII      | 2021-2024 |
| XXXIV       | 2024-2027 |